# Championnat d'Europe de beach handball
Le Championnat d'Europe de beach handball réunit tous les deux ans depuis 2000 les meilleures équipes de beach handball d'Europe, sous l'égide de la Fédération européenne de handball. Cette compétition fait office également de tournoi qualificatif pour le Championnat du monde de beach handball.

## Tournoi masculin

### Bilan par édition
| 2000      | Gaète            | Biélorussie | 2–1 (17:16, 8:13, 4:2)  | Espagne   | Ukraine     | 2–1 (9:13, 18:6, 7:4)   | Russie    |
| 2002      | Cadix            | Espagne     | 2–0 (16:13, 14:12)      | Russie    | Biélorussie | 2–0 (17:9, 19:11)       | Ukraine   |
| 2004      | Alanya           | Russie      | 2–0 (22:10, 16:12)      | Allemagne | Turquie     | 2–1 (17:16, 19:22, 7:6) | Espagne   |
| 2006      | Cuxhaven         | Espagne     | 2–1 (19:20, 23:20, 7:2) | Hongrie   | Turquie     | 2–1 (16:12, 14:21, 5:2) | Allemagne |
| 2007      | Misano Adriatico | Russie      | 2–1 (22:14, 13:23, 9:6) | Croatie   | Hongrie     | 2–1 (23:14, 19:20, 9:6) | Serbie    |
| 2009      | Larvik           | Croatie     | 2–0 (24:20, 20:18)      | Russie    | Hongrie     | 2–0 (23:18, 15:10)      | Danemark  |
| 2011 (en) | Umag             | Croatie     | 2–0 (21:16, 19:18)      | Russie    | Espagne     | 2–1 (24:22, 16:22, 8:6) | Ukraine   |
| 2013 (en) | Randers          | Croatie     | 2–0 (24:18, 21:16)      | Russie    | Danemark    | 2–1 (16:18, 18:13, 7:4) | Serbie    |
| 2015 (en) | Lloret de Mar    | Croatie     | 2–1 (15:17, 32:23, 9:8) | Espagne   | Ukraine     | 2–0 (24:19, 15:17, 7:4) | Hongrie   |
| 2017 (en) | Zagreb           | Espagne     | 2–0 (27:22, 28:26)      | Russie    | Croatie     | 2–0 (14:8, 24:23)       | Hongrie   |
| 2019      | Stare Jabłonki   | Danemark    | 2–0 (25:18, 19:16)      | Norvège   | Hongrie     | 2–0 (26:20, 23:22)      | Russie    |
| 2021 (en) | Varna            | Danemark    | 2–0 (25:20, 28:22)      | Croatie   | Russie      | 2–1 (24:23, 14:16, 7-6  | Espagne   |

### Tableau des médailles
| Rang  | Nation      | Or | Argent | Bronze | Total |
| ----- | ----------- | -- | ------ | ------ | ----- |
| 1     | Croatie     | 4  | 2      | 1      | 7     |
| 2     | Espagne     | 3  | 2      | 2      | 7     |
| 3     | Russie      | 2  | 5      | 0      | 7     |
| 4     | Danemark    | 2  | 0      | 1      | 3     |
| 5     | Biélorussie | 1  | 0      | 1      | 2     |
| 6     | Hongrie     | 0  | 1      | 3      | 4     |
| 7     | Allemagne   | 0  | 1      | 0      | 1     |
| 7     | Norvège     | 0  | 1      | 0      | 1     |
| 9     | Turquie     | 0  | 0      | 2      | 2     |
| 9     | Ukraine     | 0  | 0      | 2      | 2     |
| Total | Total       | 12 | 12     | 12     | 36    |

## Tournoi féminin

### Bilan par édition
| 2000      | Gaète            | Ukraine   | 2–1 (22:7, 6:12, 3:2)     | Allemagne | Russie         | 2–1 (16:7, 8:9, 9:8)    | RF Yougoslavie |
| 2002      | Cadix            | Russie    | 2–1 (11:16, 21:10, 5:1)   | Turquie   | RF Yougoslavie | 2–0 (15:14, 17:14)      | Allemagne      |
| 2004      | Alanya           | Russie    | 2–0 (12:11, 19:15)        | Croatie   | Allemagne      | 2–0 (13:12, 12:5)       | Italie         |
| 2006      | Cuxhaven         | Allemagne | 2–0 (16:14, 27:17)        | Russie    | Croatie        | 2–0 (17:12, 16:10)      | Turquie        |
| 2007      | Misano Adriatico | Croatie   | 2–1 (12:14, 19:18, 8:6)   | Allemagne | Norvège        | 2–0 (22:12, 19:18)      | Russie         |
| 2009      | Larvik           | Italie    | 2–1 (17:16, 15:16, 6:4)   | Norvège   | Croatie        | 2–0 (22:17, 20:19)      | Ukraine        |
| 2011 (en) | Umag             | Croatie   | 2–0 (20:12, 20:22, 7:4)   | Danemark  | Italie         | 2–1 (20:27, 23:10, 7:6) | Norvège        |
| 2013 (en) | Randers          | Hongrie   | 2–1 (18:19, 21:16, 14:12) | Danemark  | Norvège        | 2–1 (19:20, 24:20, 6:3) | Ukraine        |
| 2015 (en) | Lloret de Mar    | Hongrie   | 2–1 (17:16, 17:18, 7:4)   | Norvège   | Italie         | 2–1 (6:19, 9:7, 8:6)    | Espagne        |
| 2017 (en) | Zagreb           | Norvège   | 2–0 (16:15, 19:16)        | Pologne   | Espagne        | 2–1 (15:10, 14:20, 5:2) | Danemark       |
| 2019      | Stare Jabłonki   | Danemark  | 2–0 (18:12, 23:22)        | Hongrie   | Pays-Bas       | 2–0 (23:14, 22:20)      | Croatie        |
| 2021 (en) | Varna            | Allemagne | 2–0 (24:21, 25:20)        | Danemark  | Espagne        | 2–0 (21:18, 23:22)      | Norvège        |

### Tableau des médailles
| Rang  | Nation         | Or | Argent | Bronze | Total |
| ----- | -------------- | -- | ------ | ------ | ----- |
| 1     | Allemagne      | 2  | 2      | 1      | 5     |
| 2     | Croatie        | 2  | 1      | 2      | 5     |
| 3     | Russie         | 2  | 1      | 1      | 4     |
| 4     | Hongrie        | 2  | 1      | 0      | 3     |
| 4     | Norvège        | 1  | 2      | 3      | 6     |
| 6     | Danemark       | 1  | 2      | 0      | 3     |
| 7     | Italie         | 1  | 0      | 2      | 3     |
| 8     | Ukraine        | 1  | 0      | 0      | 1     |
| 9     | Espagne        | 0  | 1      | 1      | 2     |
| 10    | Pologne        | 0  | 1      | 0      | 1     |
| 10    | Turquie        | 0  | 1      | 0      | 1     |
| 12    | RF Yougoslavie | 0  | 0      | 1      | 1     |
| 12    | Pays-Bas       | 0  | 0      | 1      | 1     |
| Total | Total          | 12 | 12     | 12     | 36    |

### Polémique à l'Euro 2021
Le 18 juillet 2021, lors du match pour la médaille de bronze du championnat d'Europe (en), les joueuses de l'équipe norvégienne refusent de porter le bikini réglementaire et portent un short. Elles sont sanctionnées par la commission de discipline de la Fédération européenne (EHF) à hauteur de 1 500 € (150 € par joueuse) pour avoir enfreint les règles définies par la Fédération internationale (IHF).
L'amende est largement dénoncée, en particulier, en Norvège, par le président de la Fédération norvégienne de volley-ball Eirik Sørdahl et par le ministre de la culture norvégien Abid Raja,. Michael Wiederer, président de la Fédération européenne de handball, a de son côté justifié la décision de l'amende par des règles émises au niveau international auxquelles il estime ne pas pouvoir déroger et déclaré que « l'EHF fera tout son possible pour influencer un changement dans les tenues de beach handball ».
C'est à Varna en Bulgarie que se passait le Championnat d’Europe de Beach handball. La règle écrite par la fédération internationale de handball stipule que pour le haut : « Le maillot des hommes doit être sans manches et ajusté, […]. Le haut des femmes (style brassière courte) doit être également ajusté, avec une seule bretelle à l’arrière, […]. » et pour le bas « Les shorts des joueurs, s’ils ne sont pas trop amples, peuvent être plus longs mais doivent rester 10 cm au-dessus du genou. Les joueuses doivent porter des bas de bikini qui sont en accord avec les graphiques joints, ajustés et échancrés. Les côtés doivent mesurer au maxi 10 cm.» La seule exception où la tenue pourrait différer de celle traditionnelle serait si les conditions météorologiques ne sont pas propices. 
Depuis 2012, les joueuses de volleyball de plage ne sont plus obligées de porter un bikini comparativement aux joueuses de handball où rien n’a visiblement changé. Aussi, Martine Welfler a dit que cet uniforme obligatoire décourage plusieurs jeunes filles à continuer dans ce sport parce qu’elles sont tannées d’être observées et se sentent mal à l’aise. Un événement similaire s’était produit 5 mois plus tôt avec l’équipe allemande de beach handball qui a refusé de jouer avec cette tenue au tournoi à Doha au Qatar, la Katara Cup qui se déroule du 8 au 12 mars. Cela a interpelé beaucoup de personnalité publique, telle que la chanteuse américaine Pink a proposé de payer cette amende.

## Tableau des médailles général
| Rang  | Nation         | Or | Argent | Bronze | Total |
| ----- | -------------- | -- | ------ | ------ | ----- |
| 1     | Croatie        | 6  | 3      | 3      | 12    |
| 2     | Russie         | 4  | 6      | 2      | 12    |
| 3     | Danemark       | 3  | 3      | 1      | 7     |
| 4     | Espagne        | 3  | 2      | 3      | 8     |
| 5     | Allemagne      | 2  | 3      | 1      | 6     |
| 6     | Hongrie        | 2  | 2      | 3      | 7     |
| 7     | Norvège        | 1  | 3      | 2      | 6     |
| 8     | Italie         | 1  | 0      | 2      | 3     |
| 8     | Ukraine        | 1  | 0      | 2      | 3     |
| 10    | Biélorussie    | 1  | 0      | 1      | 2     |
| 11    | Turquie        | 0  | 1      | 2      | 3     |
| 12    | Pologne        | 0  | 1      | 0      | 1     |
| 13    | RF Yougoslavie | 0  | 0      | 1      | 1     |
| 13    | Pays-Bas       | 0  | 0      | 1      | 1     |
| Total | Total          | 24 | 24     | 24     | 72    |